# Soul Embrace
Soul Embrace é o sexto álbum de estúdio do saxofonista Richard Elliot, lançado em 1993 pela Manhattan Records. O único single do álbum foi "Never Gonna Break Your Heart", que contem a participação de Fred Johnson. O álbum chegou ao top da parada Top Contemporary Jazz Albums feita pela revista Billboard. A canção "Because I Love You" é um cover do cantor Stevie B e "I'm Not in Love" é um cover do grupo 10cc.

## Faixas
| N.º | Título                                                        | Duração |  |
| 1.  | "Sweat"                                                       | 4:04    |  |
| 2.  | "Sweet Dreams"                                                | 4:40    |  |
| 3.  | "Deep Blue"                                                   | 5:00    |  |
| 4.  | "I'm Not in Love"                                             | 5:02    |  |
| 5.  | "Promises" (participação de D'Atra Hicks)                     | 3:59    |  |
| 6.  | "Because I Love You"                                          | 3:56    |  |
| 7.  | "Just Do It"                                                  | 4:58    |  |
| 8.  | "Embrace"                                                     | 4:07    |  |
| 9.  | "Never Gonna Break Your Heart" (participação de Fred Johnson) | 3:26    |  |
| 10. | "Heartland"                                                   | 4:13    |  |
| 11. | "Calle del Soul"                                              | 4:17    |  |
| 12. | "By the Fire"                                                 | 4:12    |  |
| 13. | "Lost in a Minute" (participação de Gary Brown)               | 3:19    |  |
| 14. | "Up All Night"                                                | 4:41    |  |
| 15. | "Alone at Sea"                                                | 4:21    |  |

Edição do Japão
| N.º | Título                       | Duração |  |
| 16. | "Saving All My Love for You" |         |  |

## Posições nas paradas musicais
| Parada musical (1993)                                   | Melhor posição |
| ------------------------------------------------------- | -------------- |
| Estados Unidos - Billboard Top Contemporary Jazz Albums | 1              |